# تپه گوی بولاغ
تپه گوی بولاغ مربوط به دوره ساسانیان است و در شهرستان زنجان، بخش قره پشتلو، روستای ولیاران واقع شده و این اثر در تاریخ ۱۷ اسفند ۱۳۸۱ با شمارهٔ ثبت ۷۷۲۵ به‌عنوان یکی از آثار ملی ایران به ثبت رسیده است.